# Flo V. Schwarz

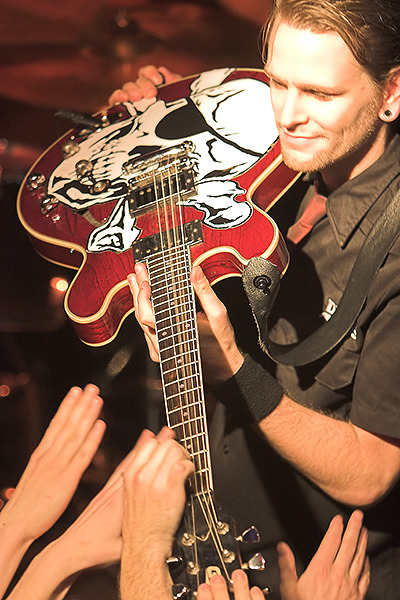
Flo V. Schwarz 2006 in Moskau

Flo V. Schwarz (* 13. September) ist ein deutscher Musiker, Produzent, Songwriter und Inhaber von Hamburg Records. Er gilt als Pionier und Mitbegründer des Gothic Metal. Neben seiner Musikkarriere mit Pyogenesis ist er mit der Firma Hamburg Records als Unternehmer in den Bereichen Künstlermanagement, Verlag, Booking und Merchandise tätig.

## Leben

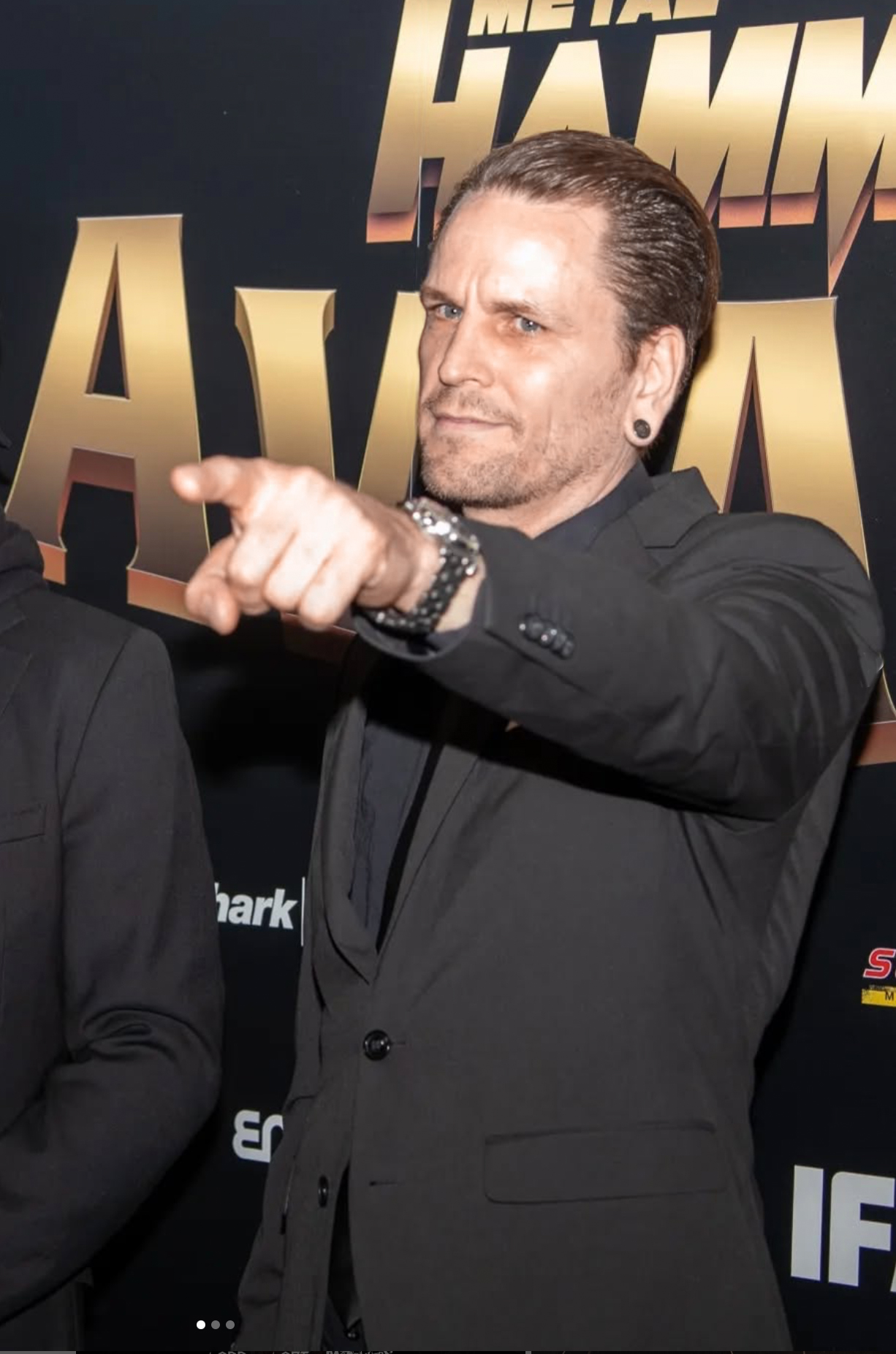
Flo V. Schwarz auf dem Schwarzen Teppich der Metal Hammer Awards Preisverleihung 2024

Flo V. Schwarz wurde in Heilbronn geboren und wuchs dort sowie in Stuttgart auf. Während seiner Grundschulzeit erreichte er mit seinem Schulchor den zweiten Platz bei den baden-württembergischen Landesmeisterschaften der Schulchöre. Im Alter von zehn Jahren erhielt er Klavierunterricht, verfolgte das Instrument jedoch nicht weiter. Nach der Grundschule besuchte er das FLSH Schloss Gaibach, eine weiterführende Internatsschule bei Würzburg. In seiner Jugend spielte er Eishockey. Zu seinem 14. Geburtstag wünschte er sich einen E-Bass – inspiriert von den Basslinien der Band Depeche Mode, ohne zu wissen, dass diese mit Synthesizern erzeugt wurden. Noch im selben Jahr kaufte er sich seine erste E-Gitarre, eine Epiphone Flying V.
Mit 19 Jahren trat Schwarz aus der Kirche aus und bezeichnet sich seither als Atheist.
Mitte der 1990er-Jahre begann er als sechster Mitarbeiter beim Metal-Label Nuclear Blast zu arbeiten. Dort machte er unter dem Künstlernamen Flea Black (englisch für Flo(h) Schwarz) Grafik für die Bands wie Manowar, Dimmu Borgir, Children Of Bodom, HammerFall oder In Flames. Als er das Unternehmen 1999 verließ, um mit seiner Band Pyogenesis auf Tour zu gehen, zählte die Firma inklusive Aushilfen rund 120 Beschäftigte. Im Sommer 1997 spielte er eine kleine Rolle in der Sat.1 Serie Katrin ist die Beste. Im Jahr 2000 zog er von Stuttgart nach Hamburg, dort gründete er 2002 seine Firma Hamburg Records und legte gleichzeitig die Aktivitäten von Pyogenesis bis 2014 auf Eis.
Flo V. Schwarz ist Vater zweier Töchter, geboren 2009 und 2012.

## Pyogenesis
Flo V. Schwarz wurde vor allem als Sänger der Band Pyogenesis Anfang der 1990er-Jahre bekannt. Mit seiner eigenen Mischung aus düsteren und melodischen Elementen trug er dazu bei, den Gothic Metal als eigenständigen Musikstil zu etablieren, der weltweit zahlreiche Anhänger hat. Pyogenesis trat auf den größten Festivals Europas, wie Rock am Ring und Rock im Park, dem legendären Wacken Open Air oder dem renommierten Sziget Festival in Ungarn mit ca. 500.000 Besuchern auf. Neben dem internationalen Erfolg eines Albums auf Platz 1 in den Importcharts in Mexiko touren Pyogenesis auch weltweit.

## Hamburg Records
Flo V. Schwarz gründete 2002 Hamburg Records. Ein Unternehmen, das sich auf Künstlermanagement, Verlag, Booking und Merchandise spezialisiert hat. Die Bands, mit denen Hamburg Records zusammenarbeitet, erreichen eine Vielzahl an Top 10 und mehrere #1 Platzierungen in den Album Charts.
Zu den bekanntesten Referenzen gehören Eisbrecher, Feuerschwanz, Oomph!, Lacrimosa, Megaherz, Nachtblut, Anti-Flag, Sondaschule, ZSK, Itchy oder Rantanplan. Ein besonderes Ereignis war die Teilnahme von Lord Of The Lost als deutscher Vertreter beim Eurovision Song Contest 2023. Zudem entdeckte Flo V. Schwarz die Band Montreal, die sich unter Hamburg Records etablieren konnten.